# Anisodes alienaria
Anisodes alienaria là một loài bướm đêm trong họ Geometridae.